# والوا کهاتا
والوا کهاتا (به اسپانیایی: Wallwa Qhata) یک کوه در پرو است که در Peru, Cusco Region واقع شده‌است. والوا کهاتا ۴٬۰۰۰ متر بالاتر از سطح دریا واقع شده‌است.